# A Ballads
A Ballads (estilizado como  BALLADS) é o segundo álbum de compilação da cantora Japonesa Ayumi Hamasaki, ele veio 1 ano após o A Best (Março de 2001), seu primeiro álbum de compilação. Diferente do antecessor, o álbum consiste em reunir as melhores baladas de Ayumi. O lançamento ocorreu em 12 de março de 2003. Vendeu mais de um milhão de cópias, sendo certificado Milhão pela RIAJ.

## Informações
Antes do lançamento do álbum, foi anunciado que a primeira prensagem do álbum teria 4 capas diferentes para serem escolhidas, o álbum vinha num Box set, e a caixa da box, era estampada com a capa original do A Ballads. Rainbow, que havia sido incluída somente na primeira prensagem do álbum anterior de Ayumi de mesmo nome, foi incluída como faixa integral do A Ballads. Para promover ambos o s álbuns, os compradores da prensagem inicial de Rainbow, ganhavam uma senha para um site, onde eles tinha acesso a parte do instrumental da música e eles poderiam enviar suas próprias letras. Mais de 100,000 pessoas acessaram o site. A prensagem inicial do álbum Rainbow, mostrava a faixa de mesmo nome como Nº 00, porém a música não foi incluída no álbum integralmente, e estava planejada para ser lançada como single, depois que a promoção terminasse.
Tanto "Appears" quanto "M" foram drasticamente remixadas pelo grupo HΛL, para combinar com a imagem do álbum. "A Song for XX" e "You", foram re-arranjadas e re-gravadas para esse álbum, ambas apresentaram um estilo mais Acústico. Essas músicas foram re-gravadas para mostrar a mudança da voz de Ayumi desde a sua estréia como cantora. "To Be" e "Seasons", tiveram pequenas mudanças na percussão.
A última faixa, "Sotsugyou shashin", é o única cover que Ayumi fez, que foi para um álbum, a faixa é originalmente da cantora Yumi Matsutoya.
Os números no título da faixa A Song for XX, são a data em que a faixa foi re-gravada (Ano/Mês/Dia).

## Faixas

### CD
1. "Rainbow" — 5:29
2. "Appears" (HΛL's Progress) — 5:57
3. "Key: Eternal tie Version" (Key〜eternal tie ver.〜; Chave〜Versão Laço Eterno〜) — 3:15
4. "You" (Nothern Breeze) — 5:03
5. "To Be" (2003 ReBirth Mix) — 5:19
6. "Hanabi" (花火; HANABI) — 4:49
7. "M" (HΛL's Progress) — 5:24
8. "Dearest" — 5:34
9. "Dolls" — 5:34
10. "Seasons" (2003 ReBirth Mix) — 5:34
11. "Voyage" — 5:07
12. "A Song for XX" (030213 Session #2) — 5:51
13. "Who..." (Accross the Universe) — 5:37
14. "Sotsugyou shashin" (卒業写真; Graduation Photograph) — 4:22